# Puolango kyrka
Puolango kyrka  (finska: Puolangan kirkko) är en kyrkobyggnad i den finländska kommunen Puolango i landskapet Kajanaland. Den är en församlingskyrka i Kajana prosteri i Kuopio stift inom Evangelisk-lutherska kyrkan i Finland. Kyrkan har invigts 1954 och den ritades av Olavi Sortta som vid den tidpunkten var verksam som överarkitekt vid Byggnadsstyrelsen.
Altartavlan i Puolango kyrka målades 1982 av konstnären Paavo Tolonen.